# Solliès-Ville
 Solliès-Ville  es una población y comuna francesa, que se encuentra en la región de Provenza-Alpes-Costa Azul, departamento de Var, en el distrito de Toulon y cantón de Solliès-Pont.

## Demografía
| 710 | 801 | 850 | 1193 | 1895 | 2247 |
| Para los censos de 1962 a 1999 la población legal corresponde a la población sin duplicidades (Fuente: INSEE [Consultar]) |     |     |      |      |      |